# 王室垣
王室垣（1556年—？），字維翰，號衛寰，直隸廣平府曲周縣人，民籍，明朝政治人物。

## 生平
萬曆十年（1582年）壬午科順天府鄉試第四十二名，萬曆十一年（1583年）癸未科會試第二百四十二名，登三甲第六十九名進士。兵部觀政，本年授河南商丘知縣，十六年升刑部主事，卒于官。

## 家族
曾祖王璇；祖父王宗舜，曾任壽官；父王一舉，曾任儒官。母張氏。